# Jalo Lahdensuo
Jalo Toivo Lahdensuo (Lapua, 21 de outubro de 1882 – Seinäjoki, 6 de outubro de 1973) foi um agricultor, político e professor finlandês. Era filho de agricultores e trabalhou como professor e diretor de colégios.
No âmbito político, integrou o Parlamento por mais de uma década e ocupou os cargos de ministros da Agricultura, da Defesa e dos Transportes e Obras Públicas. Ele era o ministro da Defesa durante a rebelião de Mäntsälä e contribuiu para a queda de popularidade do Movimento de Lapua. Foi também governador da antiga província de Vaasa.
Em 1938, recebeu o título de Conselheiro Agrícola.